# 達米安·科林斯

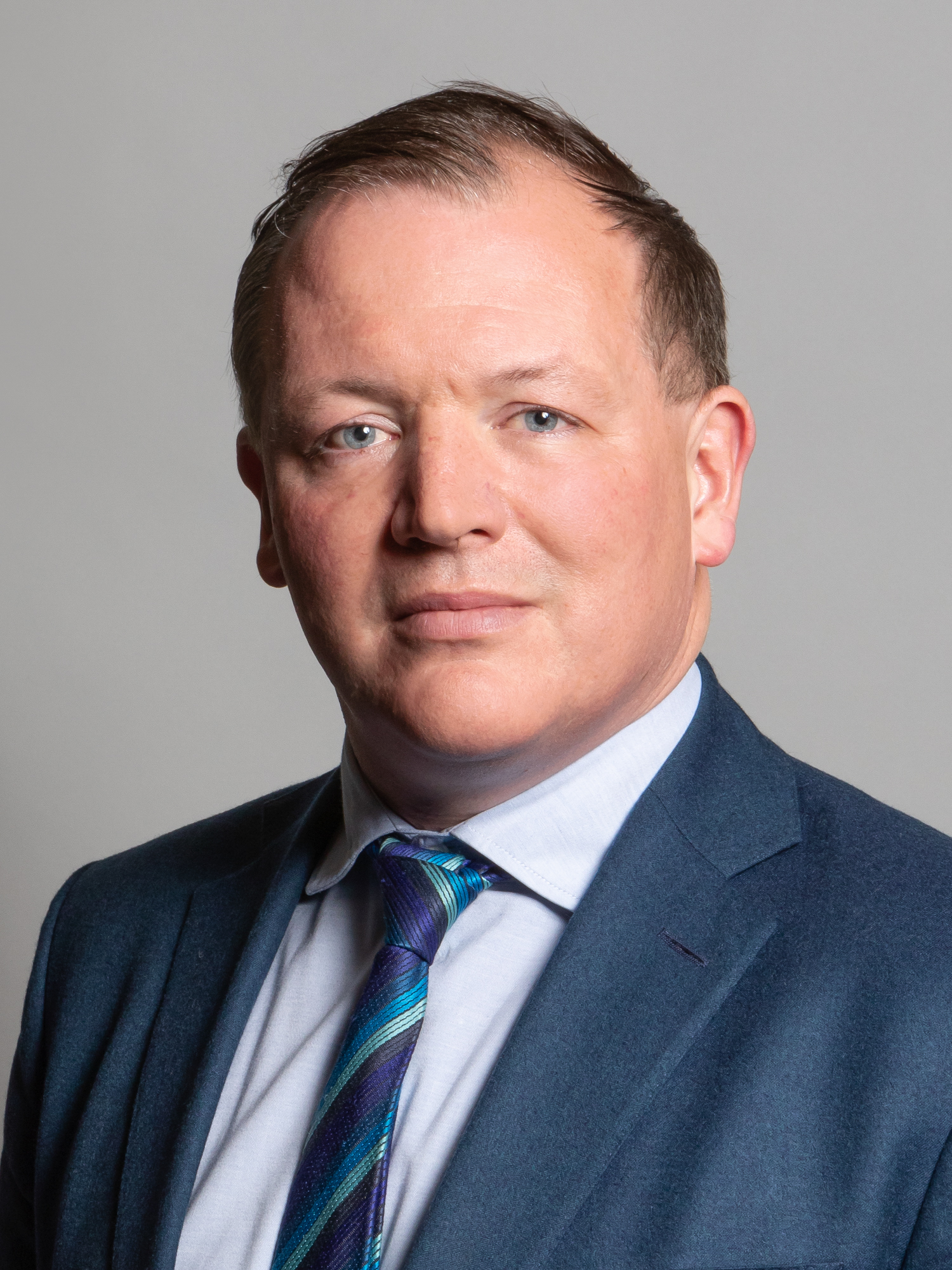

達米安·科林斯，OBE（英語：Damian Collins，1974年2月4日—）是一位英格蘭政治人物，他的黨籍是保守黨。自2010年開始，他擔任福克斯通和海斯選區選出的英國下議院議員。他曾擔任牛津大學保守協會的會長。